# Rio Paramirim
O rio Paramirim é um curso de água que banha o estado da Bahia, no Brasil. É o maior afluente da margem direita do rio São Francisco. Nasce nos contrafortes da Serra das Almas, no município de Érico Cardoso, na Chapada Diamantina e deságua num percurso de cerca de 360 km no São Francisco, formando uma bacia com aproximadamente 17.100 km².
Logo no início do seu trajeto, encontra-se a Barragem do Zabumbão, a dois quilômetros da cidade de Paramirim. Esta barragem veio perenizar o rio até a cidade de Caturama. Ao longo do rio, abaixo da represa, existem pequenos açudes que represam as águas para irrigação em suas duas margens para cultivo de feijão, arroz e milho.
O rio Paramirim banha os seguintes municípios: Érico Cardoso, Paramirim, Caturama, Rio do Pires, Macaúbas, Ibipitanga, Boquira, Oliveira dos Brejinhos, Ibotirama e Morpará. As águas de sua sub-bacia banham um total de doze cidades (as dez cidades que o rio banha mais Botuporã e Tanque Novo), todas inseridas no semiárido baiano, razão pela qual desempenha importante papel social e econômico na região.
No final do seu percurso deságua no rio São Francisco, na cidade de Morpará.

## Topônimo

Etimologia de Paramirim: do tupi pará, rio, + mirĩ, pequeno, formando o que na gramática do tupi é conhecido como uma composição atributiva.

"Paramirim" é um termo tupi que significa "rio pequeno", através da junção dos termos pará ("rio") e mirim ("pequeno")